# Malindang
Malindang är en komplex vulkan som ligger i provinsen Misamis Occidental på ön Mindanao i Filippinerna. Berget är provinsens högsta punkt med en höjd av 2404 meter över havet.
Malindang och hela den bergskedja som den tillhör, med sina vattenfall, kratersjöar och täta orörda skogar omfattar en mycket varierad flora och fauna med många ovanliga arter. Den 19 juni 1971 utropades området till Mount Malindang National Park. Området omklassificerades och fick namnet Mount Malindang Range Natural Park den 2 augusti 2002.
Nationalparken har en rik och unik biodiversitet som i stora delar är okänd för vetenskapen. I området finns en rad utrotningshotade arter, däribland pälsfladdrare, Filippinskt vårtsvin och Luzonhökörn.